# Íþrótta- og Ólympíusamband Íslands
Der Íþrótta- og Ólympíusamband Íslands („Sport- und Olympiaverband Islands“), abgekürzt ÍSÍ, wurde am 28. Januar 1912 als Vereinigung der größten isländischen Sportorganisationen gegründet, nachdem das Land bereits an den Olympischen Sommerspielen 1908 teilgenommen hatte.

## Geschichte
Nachdem Island an den Olympischen Sommerspielen 1908 teilgenommen hatte und dabei medaillenlos geblieben war, wurde am 28. Januar 1912 der Íþróttasamband Íslands als Dachorganisation der größten isländischen Sportorganisationen gegründet. Das Olympische Komitee Islands wurde daraufhin offiziell am 29. September 1921 als Ólympíusamband Íslands gegründet und bei der 34. IOC-Session in Oslo am 11. Januar 1935 vom Internationalen Olympischen Komitee anerkannt. Der Íþróttasamband Íslands fusionierte schließlich am 1. November 1997 mit dem Ólympíusamband Íslands zum heutigen Íþrótta- og Ólympíusamband Íslands.

## Mitglieder
Folgende Verbände sind Mitglied des ÖOC:
- Badmintonsamband Íslands (BSÍ)
- Blaksamband Íslands (BLÍ)
- Borðtennissamband Íslands (BTÍ)
- Dansíþróttasamband Íslands (DSÍ)
- Fimleikasamband Íslands (FSÍ)
- Frjálsíþróttasamband Íslands (FRÍ)
- Glímusamband Íslands (GLÍ)
- Golfsamband Íslands (GSÍ)
- Handknattleikssamband Íslands (HSÍ)
- Landssamband hestamannafélaga (LH)
- Íshokkísamband Íslands (ÍHÍ)
- Íþróttasamband fatlaðra (ÍF)
- Júdósamband Íslands (JSÍ)
- Karatesamband Íslands (KAÍ)
- Knattspyrnusamband Íslands (KSÍ)
- Kraftlyftingasamband Íslands (KRA)
- Körfuknattleikssamband Íslands (KKÍ)
- Lyftingasamband Íslands (LSÍ)
- Mótorhjóla- og snjósleðaíþróttasamband Íslands (MSÍ)
- Siglingasamband Íslands (SÍL)
- Skautasamband Íslands (ÍSS)
- Skíðasamband Íslands (SKÍ)
- Skotíþróttasamband Íslands (STÍ)
- Skylmingasamband Íslands (SKY)
- Sundsamband Íslands (SSÍ)
- Taekwondósamband Íslands (TKÍ)
- Tennissamband Íslands (TSÍ)